# Acacia cyclophylla
Acacia cyclophylla é uma espécie de leguminosa do gênero Acacia, pertencente à família Fabaceae.